# 滕胤
滕 胤（とう いん）は、中国三国時代の呉の武将・政治家。字は承嗣。青州北海国劇県の人。父は滕冑。伯父は滕耽。妻は孫権の娘、後に孫奐の娘。娘は諸葛竦の妻・呉纂の妻。同族には滕牧・滕皇后らがいる。『三国志』呉志に伝がある。

## 生涯
家が代々劉繇の一族と通婚関係があったため、戦乱の時代に劉繇を頼って長江を渡り、揚州に避難してきたという。
孫権は車騎将軍になると、滕耽を右司馬として迎え、滕耽が死ぬと後継がなかったため滕冑を採り立て、文書の整理や起草の仕事に就かせた。その父が死去したのは滕胤が12歳のときであったという。黄初2年（221年）に孫権は呉王になると、生前の父の功績を考慮して滕胤を採り立て、都亭侯に封じた。この頃、張昭・孫紹・鄭礼と共同して、朝廷の儀礼制度を整備したという。
20歳のときに公主を妻に迎え、30歳の時に仕官した。以降、丹陽太守・呉郡太守・会稽太守を歴任し、いずれの任地でも評判が良かった。
太元元年（251年）、重態となった孫権を見舞うために建業を訪れたとき、太常に任命されそのまま中央に留まった。神鳳元年（252年）の孫権臨終の際、諸葛恪・孫峻・孫弘と共に後事を託されている。孫亮が即位すると衛将軍も加えられ、その輔佐に当たった。諸葛恪が魏の討伐を行なおうとすると、これに反対したが聞き入られず、留守役として都下督に任じられ、職務に励んだ。その後、予想通り諸葛恪率いる呉軍は大敗を喫した。
やがて、諸葛恪の専横に憤った孫亮や孫峻らが暗殺計画を企み、諸葛恪を斬殺し、その一族をことごとく滅ぼした。滕胤は諸葛竦の妻の父であったため辞職を願い出たが、孫峻に拒絶された。
孫峻との関係は良好ではなかったが、表面的にはお互いに相手のことを立てるようにしたため、政治に混乱は生じなかった。また、爵位も高密侯に進んだ。
孫峻は幾度か北上して魏を討つことを計画した。しかし五鳳3年（256年）、滕胤や従者を引き連れ石頭の陣で諸将を見送る宴会を催した時、呂拠の陣で体調を崩し、そのまま急死した。
孫峻の死後、孫綝が侍中・武衛将軍に任命され、権力を継承した。呂拠はこの人事に不満を持ち、諸将と連名で滕胤を丞相とするよう上奏した。一方の孫綝は、滕胤を大司馬として武昌に駐屯させ、中央から遠ざけようとした。呂拠は滕胤に手紙を送り、共に挙兵して孫綝を討とうと持ちかけた。この呂拠の動きを察知した孫綝は、呂拠を従兄の孫憲達に攻撃させる一方で、滕胤の元には侍中・左将軍である華融と中書丞の丁晏を送り、呂拠を捕縛することと、そのまま武昌に赴くことを伝えさせた。滕胤は自身にも危機が迫っていることを察知し、華融達を軟禁した。また、兵士を集め孫綝を討つことに決め、華融達を脅迫して孫綝批判の手紙を書かせた。孫綝は将軍の劉丞に命令させ、滕胤を攻撃した。滕胤は華融達が言うことを聞かないため殺害した。
滕胤は、このような事態に至っても動じる様子がなく、人と談笑するときはいつも通りであった。滕胤は呂拠の来援を信じ防御を続けていたが、結局呂拠軍が現れることはなく、孫綝の派遣した大軍の前に敗北し、捕らえられ一族皆殺しとされた。しかし彼の妻のみは、兄の孫壱に救い出され、魏に亡命したという。
小説『三国志演義』では、諸葛恪と仲が悪かった設定になっており、孫峻のクーデターにも積極的に関与している。

## 人物・逸話
容貌が色白で美しく、行状や立ち居振舞いが見事であったため、正朔の朝賀に毎回、大臣のうち見た者で驚嘆せぬ者は無かった。孫権は滕胤のために公主への賜物を増重にし、しばしば慰問を加えた。
諸葛恪は孫権から「卿は滕胤と比べてどうか」と問われたため、これに対し「私は殿中において滕胤に及びません。しかし謀略では滕胤が私に及びません」と答えている。